# Diheteropogon filifolius
Diheteropogon filifolius är en gräsart som först beskrevs av Christian Gottfried Daniel Nees von Esenbeck, och fick sitt nu gällande namn av Clayton. Diheteropogon filifolius ingår i släktet Diheteropogon och familjen gräs. Inga underarter finns listade i Catalogue of Life.